# Papilio palamedes
Papilio palamedes ist ein Schmetterling aus der Familie der Ritterfalter (Papilionidae).

## Merkmale
Die Falter erreichen eine Flügelspannweite von 114 bis 130 Millimetern. Die Flügeloberseiten haben eine schwarze Grundfärbung. Die Vorderflügel tragen am Außenrand drei Reihen unterschiedlich großer gelber Flecken. Die am weitesten innen gelegene Reihe setzt sich auf den Hinterflügeln als verwaschene, zusammengewachsene Reihe von Flecken fort. Am Außenrand der Hinterflügel verlaufen gelbe Bogenflecken. Die Schwänzchen auf den Hinterflügeln tragen zwei feine gelbe Striche. Am Innenrand grenzt an die gelbe ineinanderlaufende Fleckenreihe ein dunkler Augenfleck an, der leicht blau und rot angefärbt ist. Die Unterseite der Vorderflügel unterscheidet sich nicht von der Oberseite mit der Ausnahme, dass weiter innen gelegen, nahe dem Flügelvorderrand ein zusätzlicher gelber Fleck erkennbar ist. Die Unterseite der Hinterflügel ist sehr auffällig und unverwechselbar gefärbt. Mittig und am Außenrand verläuft je eine Reihe von orangeroten, gelb gerandeten Bogenflecken. An die innere Reihe grenzt jeweils außen an jeden Bogenfleck ein zusätzlicher blauer Fleck an. Die dünnen Striche auf den Schwänzchen sind nur sehr schwach ausgebildet. Der Körper der Schmetterlinge ist schwarz und gelb längsgestreift.

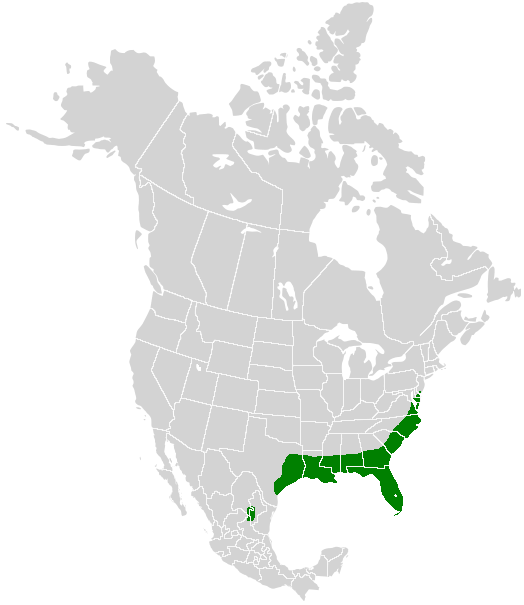
Verbreitung von Papilio palamedes

## Vorkommen
Die Art kommt von Panama über Mexiko und den Süden und die Ostküste der Vereinigten Staaten vor. Sehr selten findet man sie bis in den Süden von New Jersey. Sie lebt in feuchten Wäldern und in der Nähe von Flüssen und Sumpfgebieten. 

## Lebensweise
Die Raupen ernähren sich von Lorbeergewächsen (Lauraceae), insbesondere von Persea borbonia. Die Imagines sind Wanderfalter und saugen Nektar von verschiedenen Pflanzen wie etwa von Disteln, Azaleen oder Zimterlen (Clethra). Sie fliegen in zwei Generationen von März bis Dezember, im Süden der Vereinigten Staaten entwickelt sich auch eine partielle dritte Generation.

### Online-Quellen
- Butterflies and Moths of North America (englisch)